# Florin Tănase
Florin Lucian Tănase (Găești, 30 december 1994) is een Roemeens voetballer die bij voorkeur als aanvallende middenvelder speelt. Hij verruilde FCSB in augustus 2022 voor Al-Jazira. Tănase debuteerde in 2014 in het Roemeens voetbalelftal.

## Spelerscarrière
Tănase speelde in de jeugd bij LPS Viitorul Pitești en FC Viitorul Constanța. Bij laatstgenoemde club werd hij in 2013 overgeheveld naar de A-selectie, waarna hij kortstondig werd verhuurd aan FC Voluntari in de Roemeense derde divisie. Na zijn terugkeer werd Tănase basisspeler bij Viitorul, dat uitkwam in de Liga 1. Tănase maakte zijn eerste doelpunt voor de club op 23 februari 2014 tegen Dinamo Boekarest. Op 8 augustus 2016 transfereerde Tănase voor €1.500.000,- naar FCSB, het voormalige Steaua Boekarest. Hij kreeg er rugnummer 10. Met FCSB speelde Tănase Europees voetbal en won hij in het seizoen 2019/20 de beker, de Cupa României. Op 7 augustus 2022 transfereerde hij naar Al-Jazira uit de Verenigde Arabische Emiraten.

## Clubstatistieken
| Seizoen     | Club               | Competitie        | Competitie | Competitie | Competitie | Beker | Beker | Beker | Internationaal | Internationaal | Internationaal | Totaal | Totaal | Totaal |
| Seizoen     | Club               | Competitie        | Wed.       | Dlp.       | Ass.       | Wed.  | Dlp.  | Ass.  | Wed.           | Dlp.           | Ass.           | Wed.   | Dlp.   | Ass.   |
| ----------- | ------------------ | ----------------- | ---------- | ---------- | ---------- | ----- | ----- | ----- | -------------- | -------------- | -------------- | ------ | ------ | ------ |
| 2013/14     | Viitorul Constanta | Liga 1            | 12         | 3          | 2          | 0     | 0     | 0     | —              | —              | —              | 12     | 3      | 2      |
| Club Totaal | Club Totaal        | Club Totaal       | 12         | 3          | 2          | 0     | 0     | 0     | 0              | 0              | 0              | 12     | 3      | 2      |
| 2013/14     | → FC Voluntari     | Vlag van Roemenië | 12         | 1          | ?          | 2     | 0     | 0     | —              | —              | —              | 14     | 1      | 0      |
| Club Totaal | Club Totaal        | Club Totaal       | 12         | 1          | 0          | 2     | 0     | 0     | 0              | 0              | 0              | 14     | 1      | 0      |
| 2014/15     | Viitorul Constanta | Liga 1            | 32         | 4          | 5          | 2     | 1     | 0     | —              | —              | —              | 34     | 5      | 5      |
| 2015/16     | Viitorul Constanta | Liga 1            | 32         | 15         | 6          | 3     | 1     | 0     | —              | —              | —              | 35     | 16     | 6      |
| 2016/17     | Viitorul Constanta | Liga 1            | 3          | 0          | 1          | 0     | 0     | 0     | 2              | 0              | 0              | 5      | 0      | 1      |
| Club Totaal | Club Totaal        | Club Totaal       | 79         | 22         | 14         | 5     | 2     | 0     | 2              | 0              | 0              | 86     | 24     | 14     |
| 20161/7     | FCSB               | Liga 1            | 22         | 4          | 2          | 1     | 0     | 1     | 2              | 0              | 0              | 25     | 4      | 3      |
| 2017/18     | FCSB               | Liga 1            | 33         | 10         | 9          | 1     | 0     | 0     | 11             | 1              | 1              | 45     | 11     | 10     |
| 2018/19     | FCSB               | Liga 1            | 34         | 10         | 8          | 1     | 0     | 1     | 5              | 1              | 0              | 40     | 11     | 9      |
| 2019/20     | FCSB               | Liga 1            | 30         | 7          | 6          | 5     | 0     | 0     | 8              | 4              | 0              | 43     | 11     | 6      |
| 2020/21     | FCSB               | Liga 1            | 34         | 24         | 6          | 1     | 0     | 0     | 1              | 1              | 0              | 36     | 25     | 6      |
| 2021/22     | FCSB               | Liga 1            | 34         | 20         | 7          | 0     | 0     | 0     | 2              | 0              | 0              | 36     | 20     | 7      |
| 2022/23     | FCSB               | Liga 1            | 2          | 1          | 0          | 0     | 0     | 0     | 1              | 0              | 0              | 3      | 1      | 0      |
| Club Totaal | Club Totaal        | Club Totaal       | 189        | 76         | 38         | 9     | 0     | 2     | 30             | 7              | 1              | 228    | 83     | 41     |
| 2022/23     | Al-Jazira          | UAE Pro League    | 17         | 2          | 2          | 3     | 4     | 0     | —              | —              | —              | 20     | 6      | 2      |
| Club Totaal | Club Totaal        | Club Totaal       | 17         | 2          | 2          | 3     | 4     | 0     | 0              | 0              | 0              | 20     | 6      | 2      |
| TOTAAL      | TOTAAL             | TOTAAL            | 297        | 101        | 54         | 19    | 6     | 2     | 32             | 7              | 1              | 348    | 114    | 57     |

 Bijgewerkt t/m 21 maart 2023 

## Interlandcarrière
Tănase speelde tussen 2014 en 2016 negen interlands voor Jong Roemenië, waarin hij drie keer scoorde. Tănase debuteerde op 31 mei 2014 in het Roemeens voetbalelftal in een met 0–1 gewonnen vriendschappelijk duel tegen Albanië. Hij viel in de 83e minuut in voor Alexandru Maxim. Zijn tweede interland volgde in 2016. Tănase maakte zijn eerste doelpunt op 25 maart 2021 in een WK-kwalificatieduel met Noord-Macedonië (3–2 winst).
| Interlands van Florin Tănase voor Roemenië | Interlands van Florin Tănase voor Roemenië | Interlands van Florin Tănase voor Roemenië | Interlands van Florin Tănase voor Roemenië | Interlands van Florin Tănase voor Roemenië | Interlands van Florin Tănase voor Roemenië |
| No.                                        | Datum                                      | Wedstrijd                                  | Uitslag                                    | Competitie                                 | Bijz.                                      |
| Als speler van FC Viitorul Constanța       | Als speler van FC Viitorul Constanța       | Als speler van FC Viitorul Constanța       | Als speler van FC Viitorul Constanța       | Als speler van FC Viitorul Constanța       | Als speler van FC Viitorul Constanța       |
| ------------------------------------------ | ------------------------------------------ | ------------------------------------------ | ------------------------------------------ | ------------------------------------------ | ------------------------------------------ |
| 1                                          | 31 mei 2014                                | Albanië – Roemenië                         | 0 – 1                                      | Vriendschappelijk                          |                                            |
| 2                                          | 23 maart 2016                              | Roemenië – Litouwen                        | 1 – 0                                      | Vriendschappelijk                          |                                            |
| Als speler van FCSB                        |                                            |                                            |                                            |                                            |                                            |
| 3                                          | 14 november 2017                           | Roemenië – Nederland                       | 0 – 3                                      | Vriendschappelijk                          |                                            |
| 4                                          | 11 november 2020                           | Roemenië – Wit-Rusland                     | 5 – 3                                      | Vriendschappelijk                          |                                            |
| 5                                          | 18 november 2020                           | Noord-Ierland – Roemenië                   | 1 – 1                                      | UEFA Nations League                        |                                            |
| 6                                          | 25 maart 2021                              | Roemenië – Noord-Macedonië                 | 3 – 2                                      | WK 2022 kwalificatie                       | Goal                                       |
| 7                                          | 28 maart 2021                              | Roemenië – Duitsland                       | 0 – 1                                      | WK 2022 kwalificatie                       |                                            |
| 8                                          | 31 maart 2021                              | Armenië – Roemenië                         | 3 – 2                                      | WK 2022 kwalificatie                       |                                            |
| 9                                          | 2 juni 2021                                | Roemenië – Georgië                         | 1 – 2                                      | Vriendschappelijk                          | Weggestuurd                                |
| 10                                         | 11 november 2021                           | Roemenië – IJsland                         | 0 – 0                                      | WK 2022 kwalificatie                       |                                            |
| 11                                         | 25 maart 2022                              | Roemenië – Griekenland                     | 0 – 1                                      | Vriendschappelijk                          |                                            |
| 12                                         | 4 juni 2022                                | Montenegro – Roemenië                      | 2 – 0                                      | UEFA Nations League                        |                                            |
| 13                                         | 7 juni 2022                                | Bosnië en Herzegovina – Roemenië           | 1 – 0                                      | UEFA Nations League                        |                                            |
| 14                                         | 14 juni 2022                               | Roemenië – Montenegro                      | 0 – 3                                      | UEFA Nations League                        |                                            |
| Als speler van Al-Jazira                   |                                            |                                            |                                            |                                            |                                            |
| 15                                         | 23 september 2022                          | Finland – Roemenië                         | 1 – 1                                      | UEFA Nations League                        | Goal                                       |

## Erelijst
FCSB
- Beker van Roemenië

2019/20